# 韓国の道路信号機
韓国の道路信号機（かんこくのどうろこうつうしんごうき）では韓国における道路信号機について説明する。

## 信号機の種類
（2011年8月24日改定）

三色信号機横型
四色信号機横型
三色信号機縦型
四色信号機縦型
自転車用信号機（二色）
自転車用信号機（三色）
歩行者用信号機
警報信号機

## 設置方法

側柱式横型
側柱式縦型
門式
中央柱式
懸垂式

近年では都市部での歩きスマホ対策として、路面に歩行者用の信号機と連動するランプを埋め込む例もある。

## 取り決め
（2023年改定）

### 円形信号機

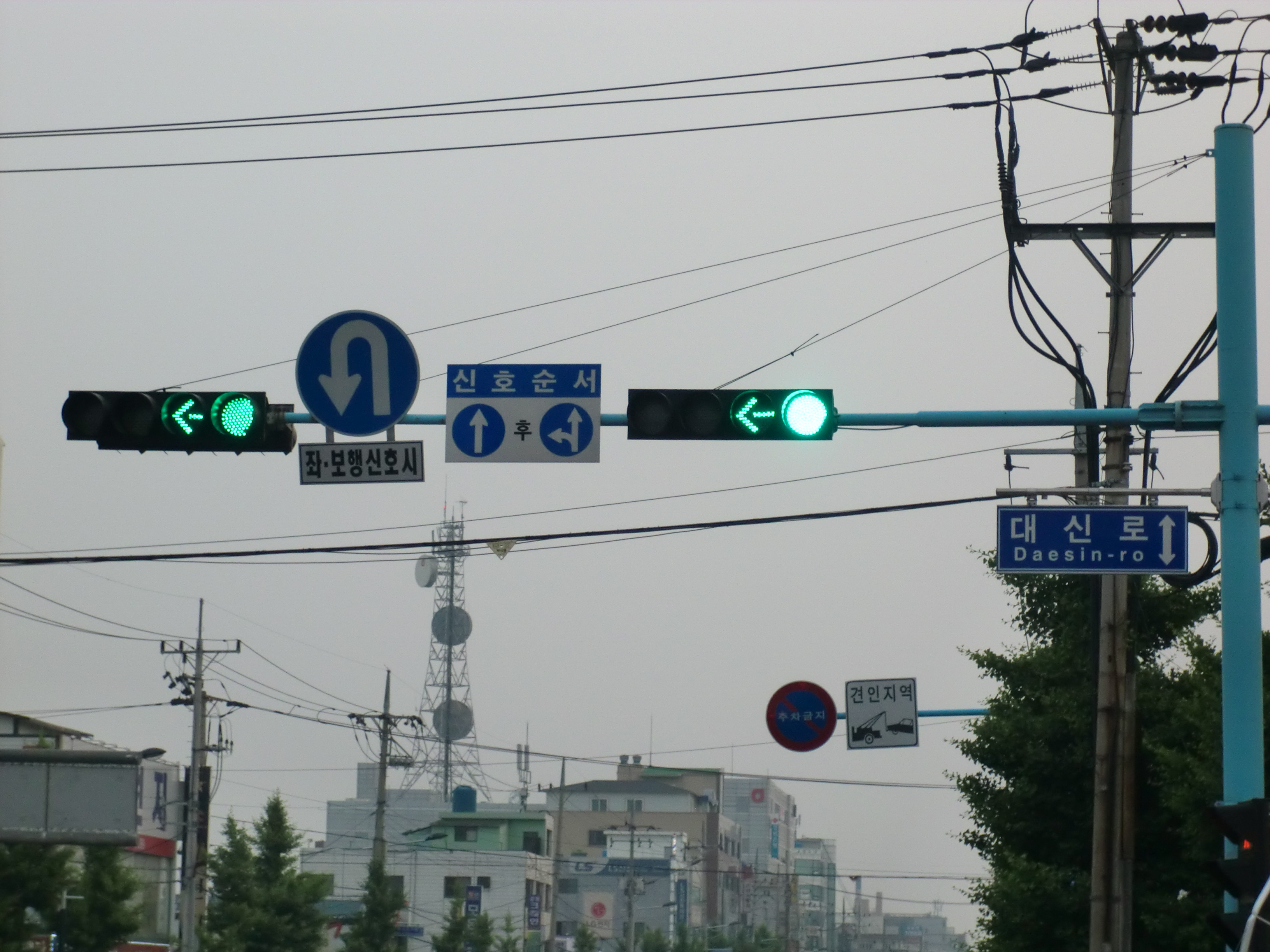
四色式信号機（青と青左矢印の同時進行）

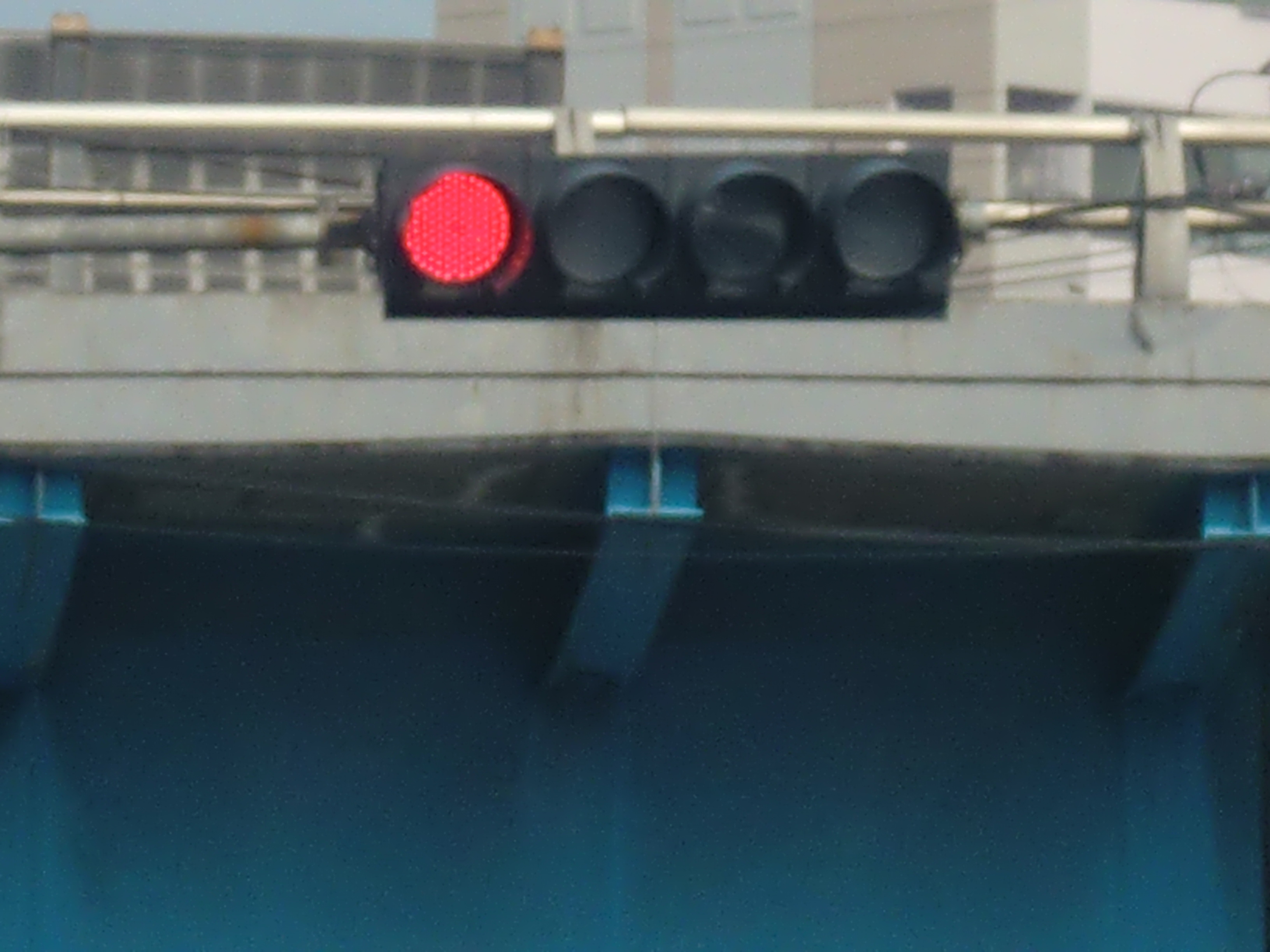
四色式信号機（赤）

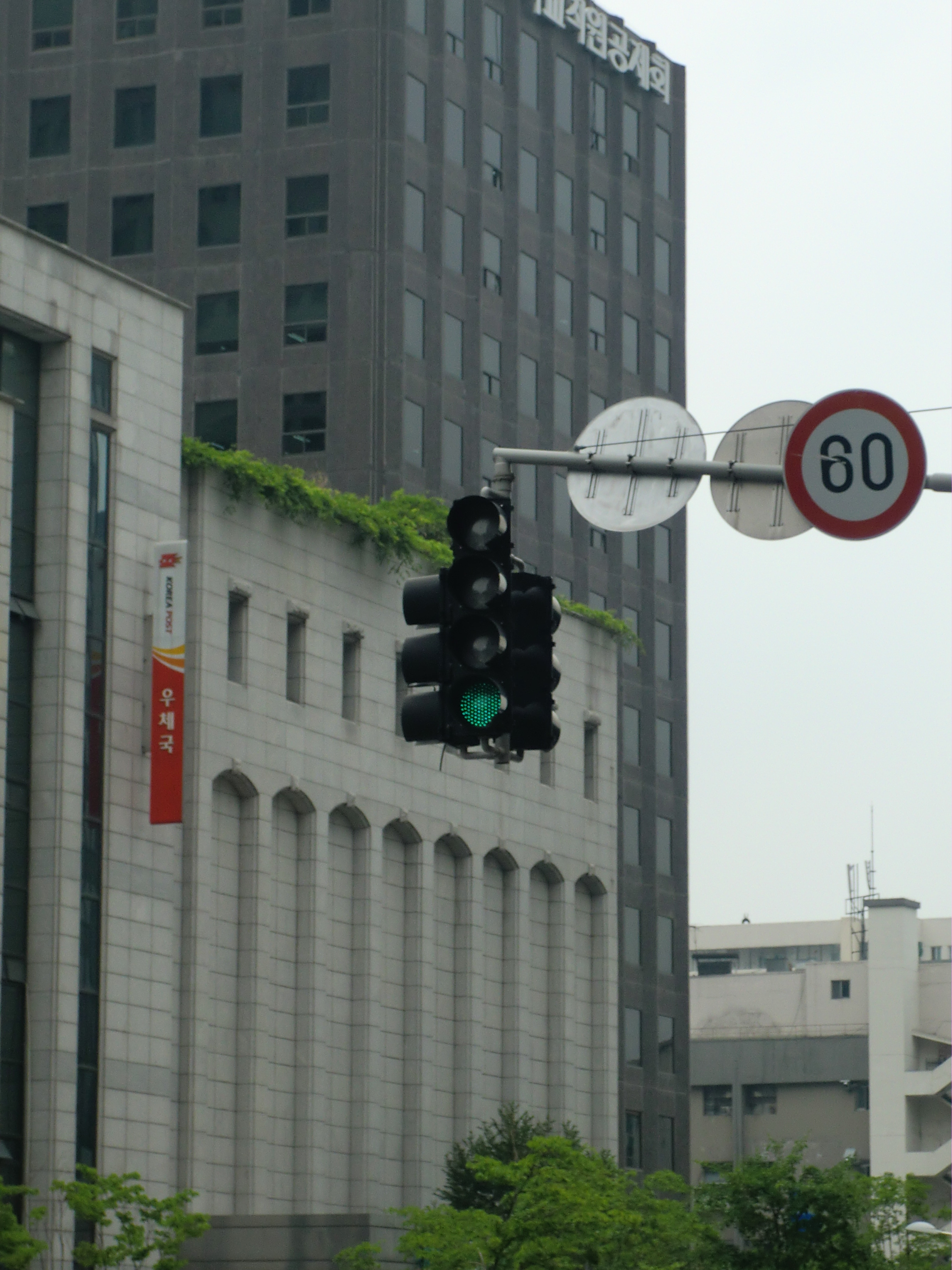
四色式信号機（懸垂式）

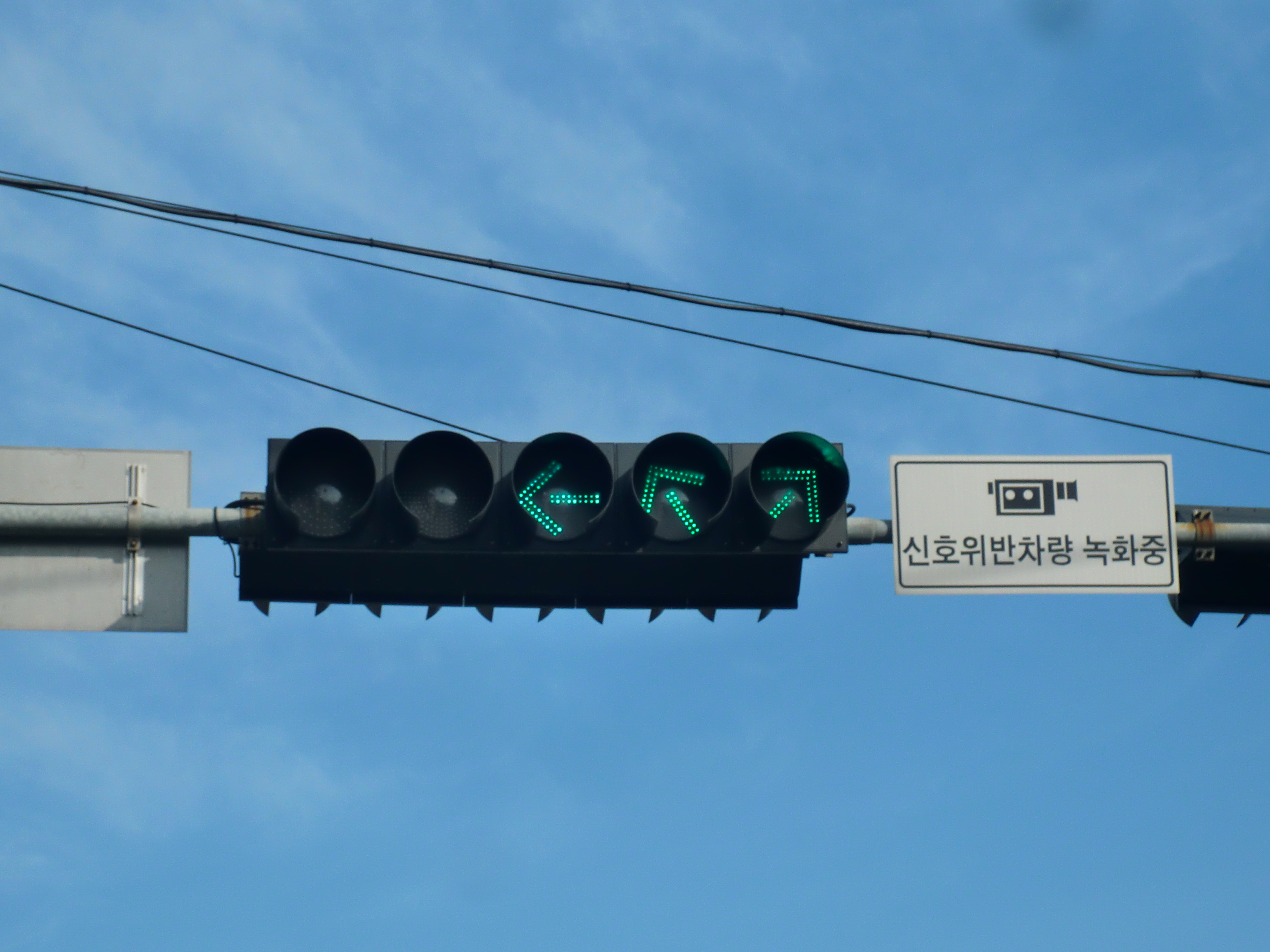
五色式信号機

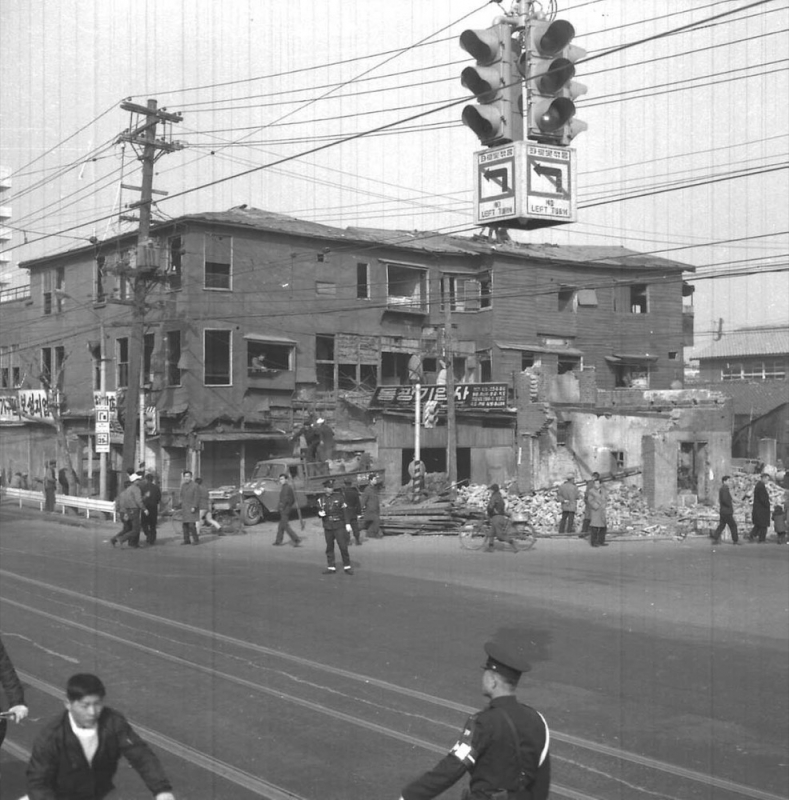
1967年ごろの信号機（懸垂式）

#### 青信号（●）
軽車両以外の車は直進し、右折することができる。非保護左折表示または非保護左折標識があるところでは左折できる。それ以外の道路では青の矢印が出てから左折ができる（左折禁止の道路は除く）。

#### 黄信号（●）
車は停止位置から先へ進んではいけない。これは、黄色信号に変わったときに停止線の位置に近く、安全に停止することができない場合も同様である。これに対して韓国国内では、非現実的で、むしろ突然の急ブレーキによって多重追突事故が誘発されるという激しい批判を受けている。
右折または丁字路の交差点の右レーンでの直進ができるが、歩行者の進行を妨害することはできない。

#### 赤信号（●）
車は停止位置を越えて進んではいけない。
中国や韓国では赤信号の状態でも信号に従って進行してくる自動車を妨害せずに右折または丁字路の交差点の右レーンでの直進ができる。
しかし、韓国は2023年から赤信号で右折するためには、まず一時停止をしなければならない。

#### 黄信号の点滅
歩行者や車や路面電車は他の交通に注意して進むことができる。

#### 赤信号の点滅
歩行者は他の交通に注意して進むことができるが車や路面電車は停止位置で一時停止して、他の交通に注意して進むことができる。

### 矢印型信号機

#### 青色の矢印（←）
自動車は矢印の方向に曲がることができる。

#### 黄色の矢印（←）
車は停止位置から先へ進んではいけない。しかし、黄信号に変わったときに停止位置に近づいていて安全に停止することができない場合はそのまま進むことができる。

#### 赤色の矢印（←）
車は停止位置を越えて進んではいけない

#### 黄色の矢印の点滅
歩行者や車や路面電車は他の交通に注意して指定方向に進むことができる。

#### 赤色の矢印の点滅
車は停止位置で一時停止して、他の交通に注意して指定方向に進むことができる。
信号機の外装は黄色であったが、1982年から黒に変更された。

### 取り決めの移り変わり
- 1962年3月5日 - 道路交通法施行細則が制定、施行される。

| 種類     | 意味 |
| -------- | --- |
| 青       | 歩行者は進行可能、自動車（路面電車）は直進ができる。歩行者を妨害しないかぎり左折、右折可能。                                                    |
| 黄       | 歩行者は横断してはならない。自動車（路面電車）左折（T字路または道知事、（ソウル特別市長、釜山直轄市長）が指定した場所では右折も可能。）できる。 |
| 赤       | 歩行者は横断してはならない。自動車（路面電車）は交差点の直前、停止線がある場合は停止線で停止しなければならない。                                |
| 赤の点滅 | 歩行者は他の交通に注意して進行可能。自動車はいったん停止してから、他の交通に注意して進行可能。                                                  |

- 1963年8月10日 - 矢印式信号機が設置される。横型は青信号の横、縦型は青信号の下に設置。
  - これに伴い、左折（T字路または道知事、（ソウル特別市長、釜山直轄市長）が指定した場所では右折も可能。）ができるのは黄または青色の矢印信号に変更される。
- 1973年12月29日 - 赤で側面から直進する自動車を妨害しない限り右折ができるようになる。
- 1978年9月14日 - 左折は青色の矢印がついている場合に限定される。円筒式信号機の黄は黄点滅に変更[3]。

| 種類               | 意味 |
| ------------------ | --- |
| 青                 | 歩行者は進行可能、自動車（路面電車）は直進ができる。歩行者を妨害しない限り右折可能。                                                                                         |
| 青の矢印           | 自動車（路面電車）は矢印の方向に進行できる。 |
| 黄点滅             | 歩行者は横断してはならない。自動車（路面電車）は進行してはならない。ただし、交差点内を進行中の場合は速やかに出なければならず、直進車の妨害にならない場合は左折が可能である。 |
| 赤                 | 歩行者は横断してはならない。自動車（路面電車）は交差点の直前、停止線がある場合は停止線で停止しなければならない。ただし、側面から直進する自動車を妨害しない限り右折ができる。 |
| 点滅型信号の黄点滅 | 歩行者はに注意して進行可能。自動車は他の交通に注意して進行可能。 |

- 1979年8月1日 - 円筒形信号機の黄点滅を黄色に戻す。「交差点内を進行中の場合は速やかに出なければならず、直進車の妨害にならない場合は左折が可能である」から、直進車の妨害にならない場合には左折が可能であるを削除。
- 1982年6月21日 - 矢印を信号機に組み込んだ四色信号機が登場する。（これまでは矢印は補助信号機の扱いであった）本体をポリカーボネイトに変更。横型の場合左から赤、黄、青、青の矢印である。（縦型の場合は上から）歩行者用信号機が角型に変更。

非保護左折の標識

- 1986年5月1日 - 非保護交差点の標識が導入され、三色灯でもこの標識があれば左折が可能になった。四色信号機の配列が横型の場合左から（縦型の場合上から）赤、黄、青、青の矢印から赤、黄、青の矢印、青に変更される。
- 2011年4月20日 - ソウル特別市内の11交差点に、四色式信号機を三色矢印式信号機+三色式信号機（←←←）+（●●●）に取り付けられ試験的に運用される。

## 信号の点灯パターン
右側通行であるため赤信号は左側で青信号は右側に位置する。
|        | 左折             | 直進                               | 右折                             |
| ------ | ---------------- | ---------------------------------- | -------------------------------- |
| 赤信号 | 禁止             | 禁止（丁字路の右側レーンのみ許可） | 許可（一部では禁止の場合もある） |
| 青信号 | 禁止（一部許可） | 許可                               | 許可                             |

### 三色信号機
| 信号状態                                                                               | 図 |
| -------------------------------------------------------------------------------------- | -- |
| 基本                                                                                   |    |
| 赤→青→黄→赤                                                                            |    |
| 左折矢印信号（基本） ※直進と右折はできないとは限らない。                               |    |
| 赤→青矢印→黄→赤                                                                        |    |
| 左折矢印信号（赤青矢印同時） ※赤は光った状態であるが直進と右折はできないとは限らない。 |    |
| 赤→赤・青矢印→赤・黄→赤                                                                |    |

### 四色信号機
| 信号状態                                                                       | 図 |
| ------------------------------------------------------------------------------ | -- |
| 基本（直進・右折後に左折） ※日本と同じパターンだが左折後に赤と黄色同時に光る。 |    |
| 赤→青→黄→赤・青矢印→赤・黄→赤                                                  |    |
| 青（直進・右折）と左折の同時信号                                               |    |
| 赤→青・青矢印→黄→赤                                                            |    |
| 青（直進・右折）と左折後に直進                                                 |    |
| 赤→青・青矢印→黄・青→青→黄→赤                                                  |    |
| 左折後に青（直進・右折）                                                       |    |
| 赤→赤・青矢印→赤・黄→青→黄→赤                                                  |    |
| 左折後に青（直進・右折）と左折                                                 |    |
| 赤→赤・青矢印→青・青矢印→黄・青→青→黄→赤                                       |    |
| 左折後に赤                                                                     |    |
| 赤→赤・青矢印→赤・黄→赤→青→黄→赤                                               |    |
| 青（直進・右折後）に青（直進・右折）と左折                                     |    |
| 赤→青→青矢印・青→黄→赤                                                         |    |